# Rosa de Noissete

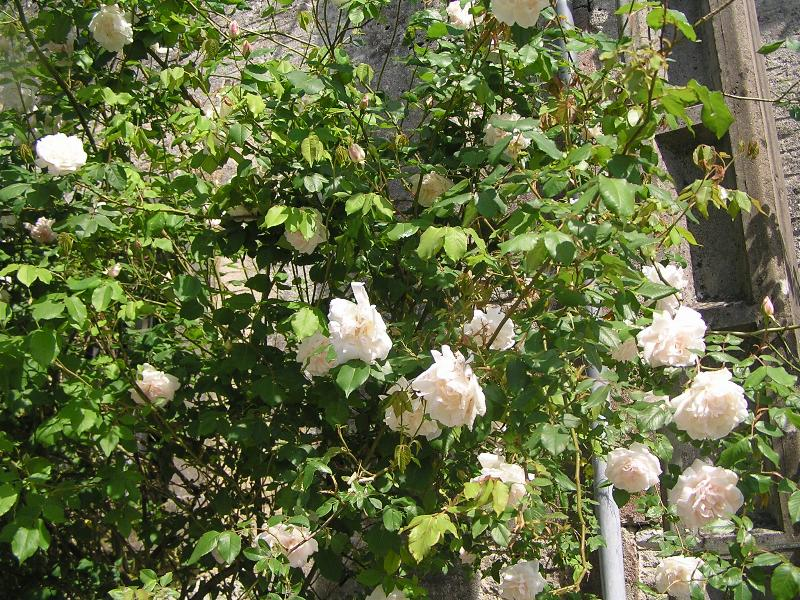
Rosa Noisette Mme. Alfred Carrière

As rosas de Noisette ou simplesmente rosa Noissete  (Rosa indica noisettiana ) é  uma classe de rosas cujas variedades e descendentes são originárias de uma variedade híbrida obtida por Philippe Noisette nos Estados Unidos, e introduzidas na França no início do século XIX.

## História
A primeira rosa Noissete  foi obtida em torno de 1800  por um plantador de arroz da Carolina do Sul ( Estados Unidos)  chamado  John Champneys, a partir do cruzamento de uma Rosa moschata ( rosa mosqueta) com uma  Rosa chinensis ( mini-rosa ). O resultado foi a obtenção de uma variedade de crescimento vigoroso que produzia conjuntos enormes de cachos com flores  pequenas,  cor-de-rosa, e com uma suave fragrância. Esta variedade recebeu o nome de  "Champney´s Bengale Rose" ou "Champney´s Pink Cluster".
Champneys deu algumas sementes da sua rosa para o amigo e vizinho, o jardineiro Philippe Noisette. A partir destas sementes, Noisette obteve uma variedade muita semelhante à de Champmpneys, porém com a flores dobradas, atualmente conhecida como "Blush Noisette".  Philippe Noisette enviou algumas sementes e estacas para o seu irmão, Louis Claude Noisette, um grande viveirista de Paris. Daí, em volta de 1815, estas variedade de rosas  passararam a ser comercialiazidas em Paris, estendendo-se para a maior parte da Europa. Estas variedades de rosas são atualmente conhecidas como "Rosas dos Noisettes" ou simplesmente "Rosa Noisette". Esta nova variedade fez sensação e teve grande influência na criação de roseiras na Europa. Mais tarde, de um cruzamento  com a  "Parks´Yellow China" resultou as rosas  trepadeiras amarelas, atualmente ainda muito populares.
Os descendentes da primeira rosa Noisette , 'Blush Noisette',  variam em estatura e na inflorescência. A maioria inicia a sua floração um pouco mais tarde do que, por exemplo, as rosas Bourbons, e muitas repetem continuamente a sua floração durante o verão. Algumas dessas roseiras são sensíveis ao frio, preferindo lugares protegidos. São roseiras com caules finos e flexíveis que crescem vigorosamente como trepadeiras ou como  arbustos  rastejantes. Suas flores perfumadas geralmente são pequenas com 4 a 7 cm de diâmetro.
As primeiras roseiras-Noisette foram posteriormente cruzadas com a Tea Rose produzindo uma subclasse denominada  Chá-Noisette, com  flores maiores, conjuntos florais menores e bem mais resistentes ao inverno.

## Variedades
Atualmente existem milhares de variedades de rosas Noisette. As mais conhecidas são:
| - Alister Stella Gray (Golden Rambler) - Belle Vichysoise - Blush Noisette (Flesh-Colored Noisette , Noisette Carneé) - Bouquet d`Or - Brightside Cream - Caroline Marniesse - Céline Forestier - Champney's Pink Cluster (Champney's Rose) - Crepuscule - Elie Beauvillain - Fellenberg (La Belle Marseillaise) - Gloire de Dijon - Haynesville Pink Cluster - Juane Desprez | - Jeanne d'Arc - Kaiserin Friedrich - La Biche - Lady Lea - Lamarque - Maréchal Niel (Tea-Noisette). - Martha Washington - Mary Washington - Mrs. Woods' Lavender Noisette - Mme. Alfred Carrière - Narrow Water - Nastrana - Natchitoches Noisette - Rêve d'Or - San Felipe Noisette |